# Kevin Ojiaku
Kevin Ojiaku (Ivrea, 20 aprile 1989) è un lunghista italiano.

## Biografia
Nato a Ivrea da padre nigeriano e madre piemontese, ha iniziato a praticare l'atletica leggera nel 2004 come saltatore in alto, prima di dedicarsi definitivamente al salto in lungo nel 2008. Nel 2010 è entrato a far parte delle Fiamme Gialle.
Nel 2013 ha esordito ai campionati italiani assoluti indoor conquistando il secondo posto con il record personale di 7,91 m, alle spalle di Stefano Tremigliozzi. Nello stesso anno ha gareggiato agli Europei indoor di Göteborg 2013, terminando al diciassettesimo posto in qualificazione con la misura di 7,56 m.
Nel maggio 2017, a Torino, ha superato per due volte gli otto metri saltando prima 8,12 m con vento oltre la norma e poi 8,20 m con vento regolare, misura che lo ha reso il quarto italiano di sempre nella specialità insieme a Nicola Trentin. Il risultato gli ha inoltre consentito di qualificarsi per i campionati mondiali di Londra 2017.
Ai Mondiali londinesi non è riuscito tuttavia ad accedere alla finale, fermandosi al diciottesimo posto in qualificazione con la misura di 7,82 m.
L'anno successivo, ai campionati europei di Berlino 2018, ha ottenuto l'accesso alla finale con un salto di 7,90 m, quarta misura di qualificazione. In finale, tuttavia, non è riuscito ad andare oltre la misura di 7,78 m, che lo ha classificato all'undicesimo posto dopo tre salti.
Nel 2019 ha conquistato ad Ancona il suo primo titolo italiano assoluto indoor con la misura di 7,87 m.

## Palmarès
| Anno | Manifestazione          | Sede      | Evento         | Risultato | Prestazione | Note                          |
| ---- | ----------------------- | --------- | -------------- | --------- | ----------- | ----------------------------- |
| 2005 | Mondiali allievi        | Marrakech | Salto in alto  | 14º (q)   | 2,00 m      | Miglior prestazione personale |
| 2013 | Europei indoor          | Göteborg  | Salto in lungo | 17º (q)   | 7,56 m      |                               |
| 2017 | Mondiali                | Londra    | Salto in lungo | 18º (q)   | 7,82 m      |                               |
| 2018 | Giochi del Mediterraneo | Tarragona | Salto in lungo | 7º        | 7,76 m      |                               |
| 2018 | Europei                 | Berlino   | Salto in lungo | 11º       | 7,78 m      |                               |

## Campionati nazionali
- 1 volta campione italiano assoluto indoor nel salto in lungo (2019)

2013
- Argento ai campionati italiani assoluti indoor (Ancona), salto in lungo - 7,91 m

2014
- Bronzo ai campionati italiani assoluti (Rovereto), salto in lungo - 7,75 m

2015
- Argento ai campionati italiani assoluti indoor (Padova), salto in lungo - 7,69 m

2016
- Argento ai campionati italiani assoluti (Rieti), salto in lungo - 7,83 m

2017
- Argento ai campionati italiani assoluti (Trieste), salto in lungo - 7,88 m

2019
- Oro ai campionati italiani assoluti indoor (Ancona), salto in lungo - 7,87 m
- Argento ai campionati italiani assoluti (Bressanone), salto in lungo - 7,89 m